# Grete Minde (film)
Pour plus de détails, voir Fiche technique et Distribution.
Grete Minde est un film allemand réalisé par Heidi Genée, sorti en 1977.

## Synopsis
Au début du XVIIe siècle, l'adolescente Grete Minde a perdu son père et vit avec sa mère espagnole. Elle a également un demi-frère plus âgé, Gerdt, mariée à Trud, qui rejette Grette. La seule personne qui comprenne vraiment Grete est son voisin et meilleur ami, Valtin.

## Fiche technique
- Titre : Grete Minde
- Réalisation : Heidi Genée
- Scénario : Heidi Genée d'après le nouvelle Grete Minde de Theodor Fontane
- Musique : Niels Janette Walen
- Photographie : Jürgen Jürges
- Montage : Heidi Genée
- Production : Bernd Eichinger et Peter Genée
- Société de production : Bernd Eichinger Filmproduktion, Sascha-Verleih, Solaris Film et ZDF
- Pays :  Allemagne de l'Ouest et  Autriche
- Genre : Drame et historique
- Durée : 102 minutes
- Dates de sortie : 
  -  Allemagne de l'Ouest : juin 1977 (Berlinale)

## Distribution
- Katerina Jacob : Grete Minde
- Siemen Rühaak : Valtin Zernitz
- Hannelore Elsner : Trude Minde
- Tilo Prückner : Gerd Minde
- Brigitte Grothum : Emerentz Zernitz
- Käthe Haack : Domina
- Hilde Sessak : Regine
- Martin Flörchinger : le père Minde
- Horst Niendorf : l'oncle de Valtin
- Angelika Hillebrecht : la tante de Valtin

## Distinctions
Le film a été présenté en sélection officielle en compétition lors de Berlinale 1978,.